# Lijst van onroerend erfgoed in Boutersem
Een overzicht van het onroerend erfgoed in de gemeente Boutersem. Het onroerend erfgoed maakt deel uit van het cultureel erfgoed in België.

## Bouwkundig erfgoed
| Object                                           | Erfgoedstatus?              | Bouwjaar of architect | Deelgemeente | Adres                | Coördinaten                   | Nummer? | Afbeelding                                       |
| ------------------------------------------------ | --------------------------- | --------------------- | ------------ | -------------------- | ----------------------------- | ------- | ------------------------------------------------ |
| Parochiekerk Sint-Hilarius                       | orgel (monument)            |                       | Boutersem    | Brugstraat 1         | 50° 50' 20" NB, 4° 49' 55" OL | 41583   | Parochiekerk Sint-Hilarius                       |
| Sint-Michielskerk van Butsel                     | Monument orgel (monument)   |                       | Boutersem    | Pastoriestraat       | 50° 50' 33" NB, 4° 51' 6" OL  | 41585   | Sint-Michielskerk van Butsel                     |
| Pastorie van de Sint-Michielsparochie van Butsel | Monument                    |                       | Boutersem    | Pastoriestraat 70    | 50° 50' 35" NB, 4° 51' 7" OL  | 41586   | Pastorie van de Sint-Michielsparochie van Butsel |
| Parochiekerk Onze-Lieve-Vrouw en Sint-Lucia      | Monument kerkhof (monument) |                       | Vertrijk     | Roosbeeksestraat     | 50° 49' 50" NB, 4° 50' 8" OL  | 41587   | Parochiekerk Onze-Lieve-Vrouw en Sint-Lucia      |
| Kasteel van Kwabeek                              | Monument                    |                       | Vertrijk     | Neervelpsestraat 11  | 50° 49' 43" NB, 4° 49' 36" OL | 41588   | Kasteel van Kwabeek                              |
| Hoeve                                            |                             |                       | Vertrijk     | Kerkweg 11           | 50° 49' 48" NB, 4° 50' 2" OL  | 41589   | Hoeve                                            |
| Pastorie Onze-Lieve-Vrouw-Hemelvaartparochie     | Monument                    |                       | Vertrijk     | Roosbeeksestraat     | 50° 49' 51" NB, 4° 50' 7" OL  | 41590   | Pastorie Onze-Lieve-Vrouw-Hemelvaartparochie     |
| Hoevegebouwen                                    |                             |                       | Willebringen | Doornstraat 1        | 50° 48' 3" NB, 4° 49' 16" OL  | 41592   | Hoevegebouwen                                    |
| Pachthof van de Parkabdij                        |                             |                       | Willebringen | Jordaanstraat 2      | 50° 47' 55" NB, 4° 49' 19" OL | 41593   | Pachthof van de Parkabdij                        |
| Parochiekerk Sint-Martinus                       | orgel (monument)            |                       | Kerkom       | Kerkstraat           | 50° 51' 14" NB, 4° 52' 15" OL | 41594   | Parochiekerk Sint-Martinus                       |
| Parochiekerk Sint-Remigius met kerkhof           | Monument orgel (monument)   |                       | Neervelp     | Klein-Heidestraat    | 50° 49' 13" NB, 4° 48' 38" OL | 41595   | Parochiekerk Sint-Remigius met kerkhof           |
| Gesloten hoeve                                   |                             |                       | Neervelp     | Broekstraat 22A, 24  | 50° 49' 15" NB, 4° 49' 6" OL  | 41597   | Gesloten hoeve                                   |
| Hoeve Noë of Kleine Blauwe Schuur                | Monument                    |                       | Neervelp     | Klein-Heidestraat 24 | 50° 49' 14" NB, 4° 48' 29" OL | 41601   | Hoeve Noë of Kleine Blauwe Schuur                |
| Parochiekerk Sint-Pietersbanden                  | orgel (monument)            |                       | Willebringen | Willebringsestraat   | 50° 48' 41" NB, 4° 50' 26" OL | 41602   | Parochiekerk Sint-Pietersbanden                  |
| Molenaarswoning van 1782                         |                             |                       | Willebringen | Molenhoek 2-6        | 50° 48' 47" NB, 4° 50' 4" OL  | 41604   | Molenaarswoning van 1782                         |
| Parochiekerk Sint-Anna                           | Monument                    |                       | Roosbeek     | Lubbeeksestraat      | 50° 50' 0" NB, 4° 51' 45" OL  | 41605   | Parochiekerk Sint-Anna                           |
| Kapel Onze-Lieve-Vrouw-ten-Bloede                |                             |                       | Roosbeek     | Leuvensesteenweg     | 50° 50' 0" NB, 4° 51' 24" OL  | 41606   | Kapel Onze-Lieve-Vrouw-ten-Bloede                |
| Pastorie Sint-Annaparochie                       |                             |                       | Roosbeek     | Lubbeeksestraat 13   | 50° 50' 0" NB, 4° 51' 46" OL  | 41607   | Pastorie Sint-Annaparochie                       |
| Hoeve De Hertogh                                 | Monument                    |                       | Neervelp     | Klein-Heidestraat 30 | 50° 49' 13" NB, 4° 48' 33" OL | 83751   | Hoeve De Hertogh                                 |
| Sint-Luciakapel                                  | Monument                    |                       | Vertrijk     | Stationsstraat       |                               | 209094  | Sint-Luciakapel                                  |
| Hoeve uit de 19de eeuw                           |                             |                       | Kerkom       | Kerkomsesteenweg 339 |                               | 214951  | Hoeve uit de 19de eeuw                           |
| Hof van Bijvoorde                                |                             |                       | Kerkom       | Bijvoordestraat 28   |                               | 215703  | Hof van Bijvoorde                                |
| Hof van Kerkom                                   |                             |                       | Kerkom       | Kerkstraat 8-12, 12A |                               | 216477  | Hof van Kerkom                                   |

### Bouwkundige gehelen
| Object             | Erfgoedstatus? | Bouwjaar of architect | Deelgemeente | Adres                                                          | Coördinaten | Nummer? | Afbeelding         |
| ------------------ | -------------- | --------------------- | ------------ | -------------------------------------------------------------- | ----------- | ------- | ------------------ |
| Dorpskern Neervelp | Dorpsgezicht   |                       | Neervelp     | Broekstraat, Klein-Heidestraat, Schuttersveld, Waversesteenweg |             | 302566  | Dorpskern Neervelp |